# Rocket stove

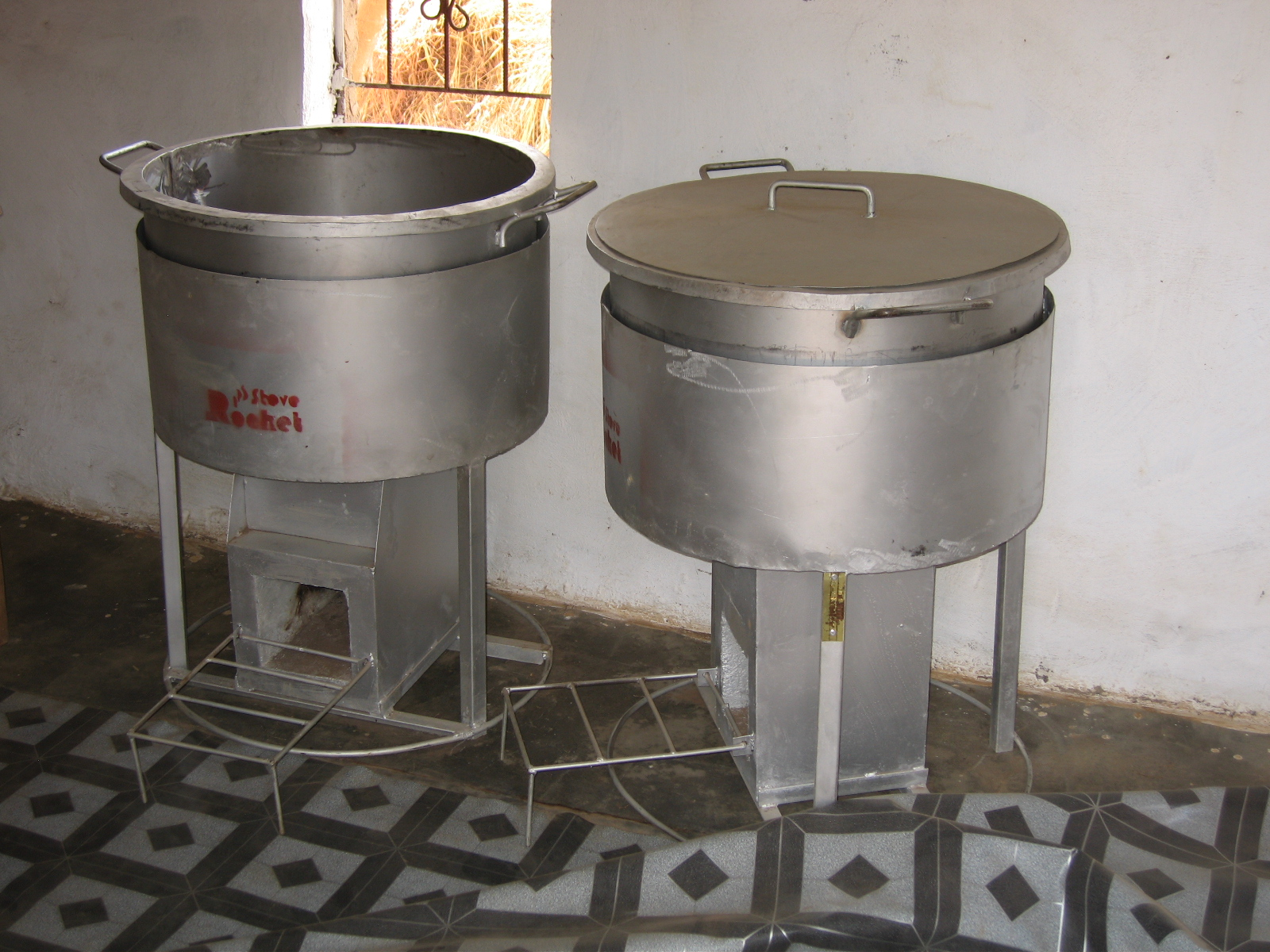
Kleine rocket stoves voor kookdoeleinden

Rocket stove L-Tube

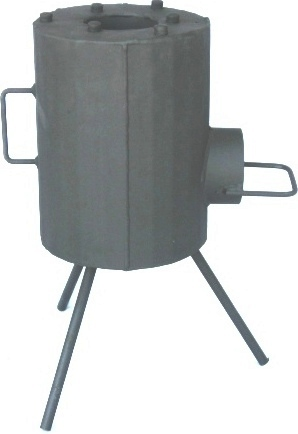
Rocket stove voor ruimteverwarming

Een rocket stove is een schone en efficiënte hittebron die gebruikmaakt van een relatief kleine verbrandingskamer waarin hout wordt verbrand, en een geïsoleerde schoorsteen waarin de rookgassen vrij volledig worden verbrand voordat ze het kook-oppervlak bereiken.
Door de efficiënte werking is slechts ongeveer de helft van de hoeveelheid brandstof nodig als bij een traditioneel open vuur waarboven gekookt wordt.
De rocket stove wordt veel gebruikt in ontwikkelingslanden (met name in vluchtelingenkampen), voor koken, het verwarmen van water en ruimteverwarming. De belangstelling voor rocket stoves vergrootte tevens de belangstelling voor rocket mass heaters en andere innovatieve warmtetoestellen.
De rocket stove is een verre doorontwikkeling van de Argandlamp uit 1780. Bij die lamp werd voor het eerst een glazen schoorsteen boven de vlam geplaatst om de trek te stimuleren. Dit principe is in begin jaren 1980 uitgewerkt door Larry Winiarski, technisch directeur van het bedrijf Aprovecho (Oregon, VS).

## Principe

Rocket stove Type: L-Tube

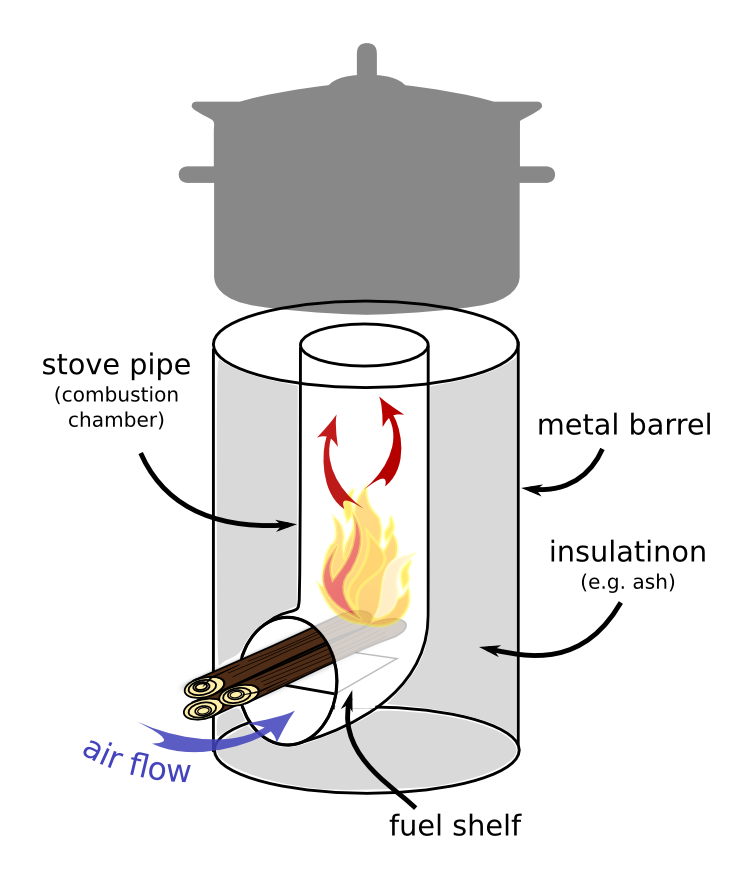
De opbouw van een rocket stove

Een rocket stove geeft een efficiënte verbranding bij een hoge temperatuur doordat er een goede trek is, de verbranding is erg volledig en de overdracht van de warmte op het te verwarmen voorwerp is efficiënt.
De belangrijkste onderdelen van een rocket stove zijn:
- brandstofkamer: hierin wordt de brandstof (doorgaans hout) gestopt, van waaraf het naar de verbrandingskamer wordt aangevoerd;
- verbrandingskamer waar de verbranding van de brandstof plaatsvindt;
- De schoorsteen, verticaal boven de verbrandingskamer, waarin verbrandingsgassen verbranden en waarin trek wordt opgewekt die het vuur brandende houdt;
- De warmtewisselaar waar de warmte wordt overgedragen, bijvoorbeeld op een kookpan.

Rondom de verbrandingskamer en de schoorsteen bevindt zich isolatie, waardoor de verbranding bij een zo hoog mogelijke temperatuur plaatsvindt.
De brandstofkamer kan horizontaal zijn aangebracht, waarbij de brandstof handmatig wordt aangevoerd, maar hij kan ook verticaal zijn geplaatst waarbij de brandstof vanzelf door de zwaartekracht wordt toegevoerd.
Als het vuur brandt, zorgt trek ervoor dat er nieuwe zuurstof door de brandstofkamer wordt aangezogen. De trek zorgt er tevens voor dat het vuur zich niet uitbreidt naar de brandstofkamer en dat er geen verbrandingsgassen in tegengestelde richting gaan stromen.

## Koken
Als de rocket stove gebruikt wordt om te koken dan moet ervoor gezorgd worden dat een zo groot mogelijk oppervlak van de pan in contact komt met de hete verbrandingsgassen. Dat wordt gedaan door om de pan heen een rand te maken zodat de gassen door een smalle opening rondom de pan stromen.